# Carl Torsten Holmström
Carl Anders Torsten Holmström, även C.T. Holmström, född 2 maj 1884 i Tottarps socken, Malmöhus län, död 15 januari 1946, var en svensk författare, målare, tecknare, grafiker och tidningsman. Han var son till geologen Leonard Holmström och Hedvig Nordström samt bror till konstnärerna Tora Vega Holmström och Malin Holmström-Ingers.

Holmström tog studentexamen i Malmö 1903 och bedrev naturvetenskapliga studier, främst i biologi, vid  Lunds universitet åren 1903–1905. Studierna resulterade i en plats som amanuens vid Zoologiska institutionen. År 1905 lämnade han sina teoretiska studier och reste till Dachau där han började gå i målarskola hos professor Adolf Hölzel. De följdes av konststudier för Carl Wilhelmson vid Valands konstskola i Göteborg. Han studerade därefter även i Paris, bland annat för Théophile Steinlen, och en kortare tid i Stuttgart. Han verkade sedermera som tidningsman vid Göteborgs Handels- och Sjöfartstidning och som redaktör för tidskriften Paletten.
Han är som konstnär representerad på Nationalmuseum i Stockholm, Göteborgs konstmuseum  och Malmö konstmuseum.
Hans dikt "Kivikasill" har tonsatts av Östen Warnerbring. Holmström är begravd på Tottarps kyrkogård.

## Skrifter

### Diktsamlingar
- Gramina 1926
- Lantliga syner 1936

### Natur- och reseskisser
- Från länder och stränder I 1913, II 1919
- Resa till Holland 1915

### Övrigt
- Mina bekymmer (samling humoristiska skrifter) 1919